# God Control
God Control – utwór muzyczny nagrany przez amerykańską piosenkarkę Madonnę do jej czternastego albumu studyjnego Madame X.

## Geneza i kompozycja
„God Control” został napisany i skomponowany przez Madonnę oraz Mirwaisa, a wyprodukowany wraz z Mikiem Deanem. Piosenka jest utrzymana w stylu disco, eksperymentalnego popu oraz hi-NRG. Utwór zawiera wokale wspierające wykonane przez Tiffin Children’s Chorus, wystrzały z pistoletu, zauto-tune'owane wokale oraz disco beat. Na początku piosenkarka mamrocze słowa, które później pojawiają się ponownie w piosence.

## Promocja

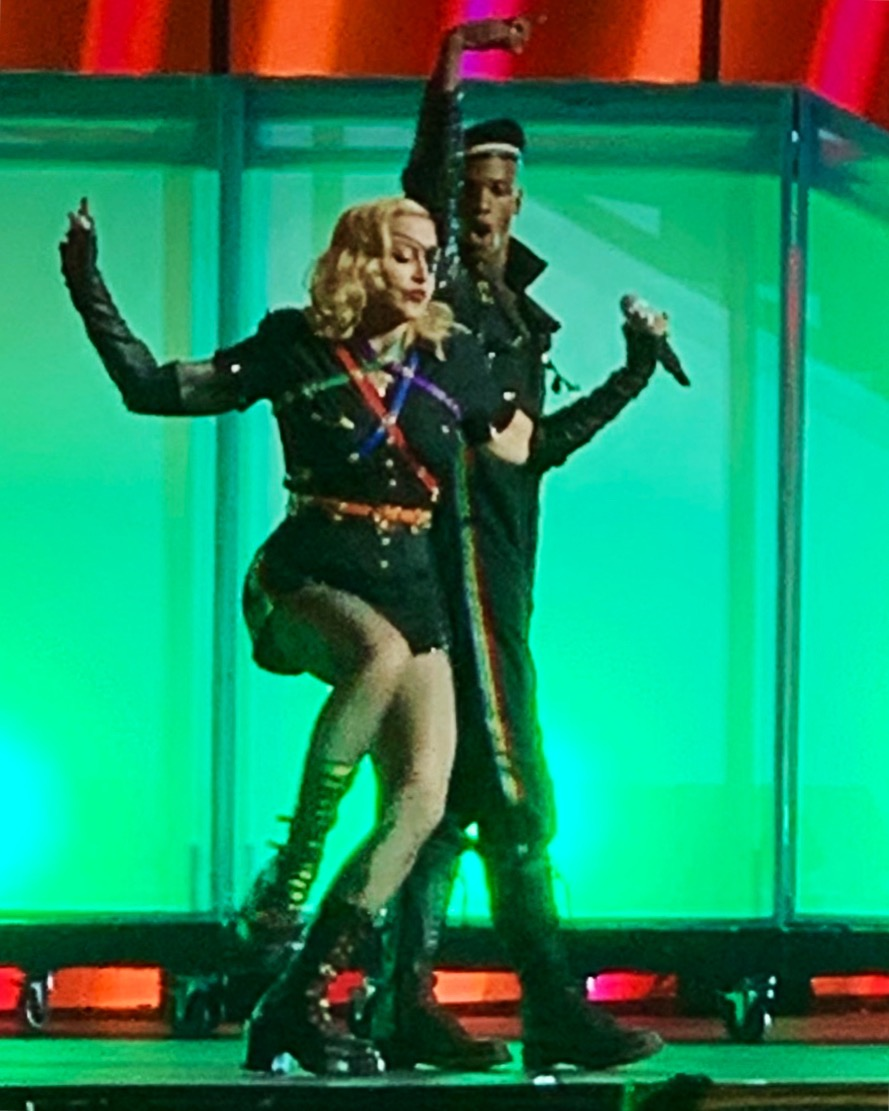
Madonna wykonująca „God Control” podczas koncertu Stonewall 50 - WorldPride NYC, 30 czerwca 2019

### Teledysk
26 czerwca 2019 został opublikowany ośmiominutowy teledysk w reżyserii Jonasa Åkerlunda. Poza Madonną, w teledysku zagrali m.in. drag queen Monét X Change, hollywoodzka aktorka Sofia Boutella i youtuberka Gigi Gorgeous. Teledysk zaczyna się informacją o tym, że sceny w nim zawarte mogą być szokujące dla oglądających. Po wstępnej planszy z informacją pojawia się scena ukazująca strzelaninę w klubie nocnym, w którym Madonna się bawiła. Zdarzenia przedstawione w teledysku są przedstawiane od tyłu. Poza scenami w klubie nocnym, przez cały teledysk przewijają się sceny, w których Madonna w czarnej peruce i okularach pisze na maszynie do pisania słowa piosenki, a po chwili je wyrzuca. W szóstej minucie teledysku ukazane są sceny protesty krytykujące National Rifle Association. Zanim Madonna weszła do klubu, została okradziona, a jeszcze wcześniej oglądała wiadomości w telewizji, mówiące o ofiarach strzelanin. Pod koniec teledysku Madonna płacze oraz są pokazane plansze z napisami „Nikt nie jest bezpieczny” i „Regulacja dostępu do broni. Teraz.”.
Krótko po wydaniu teledysku magazyn „Billboard” opublikował listę dziewięciu najbardziej kontrowersyjnych teledysków Madonny, a „God Control” został wymieniony jako jeden z nich.

### Wystąpienia na żywo
Madonna wykonała „God Control”, wraz z „Vogue”, „American Life” oraz „I Rise” 30 czerwca 2019 roku na koncercie Stonewall 50 – WorldPride NYC 2019 w Nowym Jorku. Madonna wykonywała „God Control” jako pierwszą piosenkę na trasie koncertowej Madame X Tour.

## Odbiór krytyczny
Piosenka otrzymała pozytywne opinie od krytyków, a wielu z nich uznało ją za główną atrakcję albumu. Jeremy Hellgar z magazynu „Variety” porównał „God Control” do „Bohemian Rhapsody”, opisując ją jako piosenkę „ambitną i rozległą, która zmienia się ze smutnej do pełnej nadziei, do wyzywającej i że to ona ustanawia przeważającą mroczną i polityczną atmosferę albumu”. W magazynie „The Independent”, Alexandra Pollard nazywa ten utwór „atakiem na łagodne amerykańskie prawo odnośnie posiadania broni”. Louise Bruton z „The Irish Times” stwierdził, że piosenka jest „eksperymentalnym stanowiskiem przeciwko autorytaryzmowi oraz wolnym dostępie do broni poprzez zniekształcony styl popu z serialu Czarne lustro”, która „łączy chór kościelny, wystrzały, syntezowane wokale oraz disco beaty, aby wywołać gęsią skórkę i powiedzieć, aby ludzie, którzy nie umieją samodzielnie myśleć, otrząsnęli się”. Rich Juzwiak ze strony Pitchfork zauważył, że piosenka jest podzielona na różne sekcje. Sal Cinquemani z tygodnika „Billboard” nazwał utwór „disco-gospelowym hymnem”.

## Personel
- Madonna – wokalistka, tekściarka, kompozytorka, producentka
- Mirwais – tekściarz, kompozytor, producent
- Mike Dean – producent
- Tiffin Children’s Chorus – wokaliści wspierający

Źródło:.

## Notowania
| Terytorium | Notowanie (2019)        | Najwyższa pozycja | Przypis |
| ---------- | ----------------------- | ----------------- | ------- |
| Francja    | Top Singles Téléchargés | 60                | [ 14 ]  |